# Bertil Olin
Bertil Gotard Olin (23. april 1899 – 3. avgust 1979) bio je švedski ekonomista i političar. On je bio je profesor ekonomije u Stokholmskoj ekonomskoj školi od 1929. do 1965. godine. On je takođe bio lider Narodne stranke, socijalno-liberalne partije, koja je u to vreme bila najveća stranka u opoziciji vladajućoj Socijaldemokratskoj stranci od 1944. do 1967. godine. On je nakratko je služio kao ministar za trgovinu od 1944. do 1945. u vladi švedske koalicije tokom Drugog svetskog rata. Olin je bio predsednik Nordijskog saveta 1959. i 1964. godine.
Olinovo ime nosi jedan od standardnih matematičkih modela međunarodne slobodne trgovine, model Hekšer-Olina, koji je on razvio zajedno sa Elijem Hekšerom. Njemu je dodeljena Nobelova memorijalna nagrada za ekonomske nauke 1977, zajedno sa britanskim ekonomistom Džejmsom Midom, „za njihov revolucionarni doprinos teoriji međunarodne trgovine i međunarodnog kretanja kapitala”.

## Biografija
Nakon što je diplomirao na Lund univerzitetu 1917. godine i magistrirao na Stokholmskoj ekonomskoj školi 1919. godine, on je stekao je M.A. zvanje na Harvard univerzitetu 1923. godine, a doktorirao na Stokholmskom zniverzitetu 1924. Godine 1925, postao je profesor na Univerzitetu u Kopenhagenu. Godine 1929, on je vodio debatu sa Džonom Majnardom Kejnsom, suprotstavljajući se njegovom stavu o posledicama teških ratnih reparacija nametnutih Nemačkoj. (Kejns je predvideo rat uzrokovan teretom duga. Olin je smatrao da je Nemačka mogla da priušti reparacije.) Ta rasprava je bila važna u modernoj teoriji unilateralnih međunarodnih plaćanja.
Godine 1930. Olin je nasledio Elija Hekšera, svog učitelja, profesora ekonomije, u Stokholmskoj školi ekonomije. Olin je 1933. godine objavio delo koje ga je učinilo svetski poznatim, Interregionalna i međunarodna trgovina. U tom radu je Olin izgradio ekonomsku teoriju međunarodne trgovine na bazi ranijih radova Hekšera i sopstvene doktorske teze. Sada je poznata kao Hekšer-Olinov model, jedan od standardnih modela koji ekonomisti koriste u raspravama o teoriji trgovine.
Taj model je bio naučni proboj, jer je pokazao kako se komparativna prednost može odnositi na opšte karakteristike kapitala i rada zemlje, i kako se te osobine mogu menjati tokom vremena. Taj model je pružio osnovu za kasniji rad na efektima zaštite na realne plate, i bio je plodan u izradi predviđanja i analiza. Sam Olin je koristio taj model da bi formulisao Hekšer-Olinovu teoremu da će se nacije specijalizovati u industrijama koje mogu najefikasnije da iskoriste njihovu kombinaciju nacionalnih resursa. Danas je ta teorija u velikoj meri opovrgnuta, mada je još uvek koristan okvir za razumevanje međunarodne trgovine.
Olin je 1937. godine proveo pola godine na Kalifornijskom univerzitetu u Berkliju, kao gostujući profesor.

## Hekšer-Olinov model
Hekšer–Olinova teorema, koja je izvedena iz Hekšer–Olinovog modela međunarodne trgovine, navodi: trgovina između zemalja je proporcionalna njihovim relativnim količinama kapitala i rada. U zemljama sa obiljem kapitala, stope plata imaju tendenciju da budu visoke; stoga su radno intenzivni proizvodi, na primer tekstil, jednostavna elektronika, itd, skuplji za internu proizvodnju. Nasuprot tome, kapitalno intenzivni proizvodi, na primer automobili, hemikalije, itd, su jeftiniji za internu proizvodnju. Zemlje sa velikim količinama kapitala će izvoziti kapitalno intenzivne proizvode i uvoziti radno intenzivne proizvode sa prihodima. Zemlje sa velikom količinom radne snage će učiniti obrnuto.
Sledeći uslovi moraju biti istiniti:
- Glavni faktori proizvodnje, odnosno rad i kapital, nisu dostupni u istoj proporciji u obe zemlje.
- Dva proizvedena dobra zahtevaju ili više kapitala ili više rada.
- Rad i kapital se ne kreću između dve zemlje.
- Nema troškova vezanih za transport robe između zemalja.
- Građani dve zemlje koje trguju imaju iste potrebe.

Teorija ne zavisi od ukupnih iznosa kapitala ili rada, već od iznosa po radniku. Ovo omogućava malim zemljama da trguju sa velikim zemljama specijalizujući se za proizvodnju proizvoda koji koriste faktore koji su dostupniji od njihovog trgovinskog partnera. Ključna pretpostavka je da kapital i radna snaga nisu dostupni u istim razmerama u dve zemlje. To dovodi do specijalizacije, što zauzvrat koristi ekonomskom blagostanju zemlje. Što je veća razlika između dve zemlje, veći je dobitak od specijalizacije.
Vasilij Leontjev je sproveo studiju o teoriji koja je u izvesnoj meri opovrgava. On je primetio da Sjedinjene Države imaju mnogo kapitala; stoga treba da izvoze kapitalno intenzivne proizvode i uvoze radno intenzivne proizvode. Umesto toga, otkrio je da SAD izvoze proizvode koji koriste više radne snage od proizvoda koje uvoze. Ovaj nalaz je poznat kao Leontijev paradoks.

## Nagrade i odlikovanja
- Komandant velikog krsta Ordena polarne zvezde (4. juna 1965.)[11]

## Značajne publikacije
- The German Reparations Problem, 1930
- The Cause and Phases of the World Economic Depression. Report presented to the Assembly of the League of Nations.. Geneva: Secretariat of the League of Nations; 1931.
- Interregional and International TradeInterregional and international trade, 1933
- Mechanisms and Objectives of Exchange Controls, 1937

## Literatura
- John Cunningham Wood (1995). Bertil Ohlin: Critical Assessments. Routledge. ISBN 978-0-415-07492-6.
- Appleyard, Dennis R.; Field, Alfred J.; Cobb, Steven L. (2006). International Economics (5th изд.). McGraw-Hill/Irwin. ISBN 0-07-287737-5.
- Case, Karl E. & Fair, Ray C.. (1999). Principles of Economics (5th изд.). Prentice Hall. ISBN 0-13-961905-4.. Prentice-Hall
- International Labour Organisation, Social Aspects of European Economic Co-operation. Report by a Group of Experts (summary), in: (1956) 74 International Labour Review, at 99–123.
- Sapir, André (1995). „The Interaction Between Labour Standards and International Trade Policy”. The World Economy. 18 (6): 791—803. doi:10.1111/j.1467-9701.1995.tb00333.x..
- J. Kenner, EU Employment Law: From Rome to Amsterdam and Beyond, Oxford: Hart Publishing, 2003, 593pp
- Leamer, Eric (1995). "The Heckscher-Ohlin Model in Theory and Practice.". ISBN 978-0-88165-249-9.
- „Heckscher-Ohlin Model”. 18. 12. 2024.
- Vanek, J. (1968), „The Factor Proportions Theory: the N-Factor Case”, Kyklos, 21 (4): 749—756, doi:10.1111/j.1467-6435.1968.tb00141.x
- Bowen, Harry P.; Leamer, Edward E.; Sveiskaus, Leo (1987), „Multicountry, Multifactor Tests of the Factor Abundance Theory”, American Economic Review, 77 (5): 791—809, JSTOR 1810209
- Trefler, Daniel; Zhu, Susan Chun (2000), „Beyond the Algebra of Explanation: HOV for the Technology Age”, American Economic Review, 90 (2): 145—149, JSTOR 117209, doi:10.1257/aer.90.2.145
- Davis, D. R.; Weinstein, D. E.; Bradford, S. D.; Shimpo, K. (1997), „Using International and Japanese Regional Data to Determine When the Factor Abundance Theory of Trade Works”, American Economic Review, 87 (3): 421—446, JSTOR 2951353
- Bernstein, J. R.; Weinstein, D. E. (2002), „Do endowments predict the location of production?: Evidence from national and international data”, Journal of International Economics, 56 (1): 55—76, doi:10.1016/S0022-1996(01)00108-8
- Shiozawa, Y. (2009), „Samuelson's Implicit Criticism against Sraffa and the Sraffians and Two Other Questions”, The Kyoto Economic Review, 78 (1): 19—37[мртва веза]
- Wassily, Leontief (28. 9. 1953). „Domestic Production and Foreign Trade; The American Capital Position Re-Examined”. Proceedings of the American Philosophical Society. 97 (4): 332—349. JSTOR 3149288.
- Milberg, William (24. 5. 2006). „The rhetoric of policy relevance in international economics”. Journal of Economic Methodology. 3 (2): 237—259. doi:10.1080/13501789600000017. hdl:10419/186801 .
- Edwards, Chris (1985), „§2.3 The Fall of The Hecksher-Ohlin Theory”, The fragmented world: competing perspectives on trade, money, and crisis, London and New York: Methuen, стр. 29—40, ISBN 978-0-416-73390-7
- Stewart, Frances (1989), „Recent Theories of International Trade: Some Implications for the South”,  Ур.: Kierzkowski, Henryk, Monopolistic Competition and International Trade, Oxford: Clarendon Press, стр. 84—108, ISBN 978-0-19-828726-1

## Spoljašnje veze
- Bertil Olin на сајту   including the Prize Lecture on December 8, 1977 1933 and 1977 – Some Expansion Policy Problems in Cases of Unbalanced Domestic and International Economic Relations
- Bertil Ohlin
- Bertil Ohlin Institute
- Ohlin's life
- Academician RACEF, Spain
- Presentation: THE YOUNG OHLIN ON THE THEORY OF INTERREGIONAL AND INTERNATIONAL TRADE
- IDEAS/RePEc
- Bertil Gotthard Ohlin (1899–1979). The Concise Encyclopedia of Economics. Library of Economics and Liberty (2nd изд.). Liberty Fund. 2008.
- Novinski isečci na temu  Bertil Olin u Novinskim arhivama 20. veka Nemačke nacionalne biblioteke ekonomije (ZBW)
- Encyclopædia Britannica Online "International trade"
- NobelPrize.org "Why Trade?"
- Chapter 60 The Heckscher–Ohlin (Factor Proportions) Model